# Vallverd de Queralt
Vallverd de Queralt, sovint anomenat simplement Vallverd, és un poble de l'antic terme de Montbrió de la Marca, actualment pertanyent al de Sarral, a la Conca de Barberà.
El municipi de Vallverd de Queralt fou creat el 1812 a partir de les disposicions de la Constitució de Cadis, a part dels de Montbrió de la Marca i de Sarral, però s'uní al de Montbrió de la Marca el 1880, passant a ser un agregat seu amb una certa autonomia local (el que en la terminologia municipalista castellana s'anomenà pedania) seva. Entre 1931 i 1939 recuperà la seva independència municipal, però en acabar la Guerra Civil fou reintegrat a Montbrió de la Marca. Encara, el 1972, amb l'annexió de Montbrió a Sarral, Vallverd de Queralt passà a formar part d'aquest altre municipi.
Està situat a 4 quilòmetres al nord-est de Montbrió de la Marca, entre aquesta vila i el Coll de Deogràcies, que queda al nord-est de Vallverd de Queralt. És a la dreta del riu de Vallverd.
A part de l'església antigament parroquial, al Mas del Cogul hi ha una altra capella.

## Etimologia
El topònim compost de Vallverd de Queralt indica dues coses diferents. D'una banda, Vallverd és un topònim romànic de caràcter descriptiu, ja que fa referència a l'esplendor natural de la vall on està situat. De l'altra, de Queralt indica la seva pertinença al senyoriu dels Queralt, com diversos pobles més de la Conca de Barberà: Rocafort de Queralt o Santa Coloma de Queralt.

## Història
El poble va néixer a redós del Castell de Vallverd, documentat amb el nom de Bufalla el 1073. La comtessa Estefania de Pallars Jussà el vengué l'any 1178 al rei Alfons I, qui el cedí el 1191 a Roger de Conques. Aquest al cap de quatre anys el va vendre a Guillem d'Aguiló, i aquest el 1199 a Bernat Fiol. A la fi del segle xiii n'era senyor Guerau Alemany de Cervelló, després de la mort del qual fou subhastat públicament per a satisfer els deutes del seu darrer senyor nominal. El castell i el lloc de Vallverd de Queralt foren comprats el 1306 per l'orde de l'Hospital, que el tingué fins a l'acabament de les senyories. En foren sempre castlans els Biure, els quals van remoure els seus drets com a castlans antics per fer-se'n amb la propietat. Això dugué a llargs plets contra els hospitalers, que sempre foren resolts a favor de l'orde militar.

## Comunicacions
L'accés a Vallverd de Queralt és possible a través de la carretera local TV-2334, que arrenca cap al sud-est del quilòmetre 17 de la C-241. A més, una pista sense asfaltar que surt del poble cap a llevant l'enllaça amb la carretera local TV-2015.